# Showbiz
Showbiz – debiutancki album angielskiego zespołu rockowego Muse, wydany 4 października 1999 roku przez wytwórnię Mushroom Records, a wyprodukowany przez Johna Leckiego w Sawmill Studios w Kornwalii. Krążek promowały utwory - "Uno", "Cave", "Muscle Museum", "Sunburn" oraz "Unintended". W Wielkiej Brytanii Showbiz zyskał status platynowej płyty, natomiast na całym świecie sprzedał się w nakładzie około 900 tys. kopii (z czego 100 tys. w Stanach Zjednoczonych).

## Lista utworów
Muzykę i słowa do wszystkich utworów (z wyjątkiem "Cave") napisał Matthew Bellamy.
1. "Sunburn" – 3:54
2. "Muscle Museum" – 4:23
3. "Fillip" – 4:01
4. "Falling Down" – 4:34
5. "Cave" (Bellamy, Wolstenholme) – 4:46
6. "Showbiz" – 5:16
7. "Unintended" – 3:57
8. "Uno" – 3:38
9. "Sober" – 4:04
10. "Spiral Static" (utwór dodatkowy na wydaniu japońskim) – 4:44
11. "Escape" – 3:31
12. "Overdue" – 2:26
13. "Hate This & I'll Love You" – 5:09

## Twórcy
- Matthew Bellamy – śpiew, gitara elektryczna, piano, syntezator, melotron w "Muscle Museum" i "Unintended", Wurlitzer piano w "Fillip" i "Hate This & I'll Love You", organy Hammonda w "Falling Down", "Unintended" i "Escape", produkcja, miksowanie
- Christopher Wolstenholme – gitara basowa, wokal wspierający, podwójny bas w "Falling Down" i "Unintended", produkcja, miksowanie
- Dominic Howard – perkusja, instrumenty perkusyjne, produkcja, miksowanie
- Paul Reeve – wokal wspierający, produkcja

## Wideografia
- "Uno" (pierwsza wersja) - reżyser nieznany (14 czerwca 1999)
- "Uno" (druga wersja) - Wolf Gresenz i Bernard Wedig (7 września 1999)
- "Muscle Museum" - Joseph Kahn (22 listopada 1999)
- "Sunburn" - Nick Gordon (21 lutego 2000)
- "Unintended" - Howard Greenhalgh (30 maja 2000)

## Notowania

### Album
| Rok  | Kraj            | Pozycja |
| ---- | --------------- | ------- |
| 2000 | Australia       | 28      |
| 1999 | Wielka Brytania | 29      |
| 2000 | Belgia          | 29      |
| 2000 | Norwegia        | 38      |
| 2000 | Holandia        | 53      |
| 2000 | Francja         | 59      |

### Single
| Rok  | Nazwa           | Lista            | Pozycja |
| ---- | --------------- | ---------------- | ------- |
| 1999 | "Uno"           | UK Singles Chart | 73      |
| 1999 | "Cave"          | UK Singles Chart | 52      |
| 1999 | "Muscle Museum" | UK Singles Chart | 43      |
| 2000 | "Muscle Museum" | UK Singles Chart | 25      |
| 2000 | "Sunburn"       | UK Singles Chart | 22      |
| 2000 | "Unintended"    | UK Singles Chart | 20      |

- Pierwsze wydanie "Muscle Museum" osiągnęło 43. miejsce na liście UK Singles Chart, natomiast jego reedycja z 2000 roku uplasowała się na wyższej, 25. pozycji w tym notowaniu.
- Żaden z wyżej wymienionych utworów nie zdołał przebić się na amerykańską listę Modern Rock Tracks.
- Wszystkie single zostały wydane na podwójnych CD i siedmiocalowych płytach winylowych (wyjątek stanowi "Uno" wydane na pojedynczym CD i winylu 7").

## Szczegóły wydań
| Kraj              | Data                       | Wytwórnia                     | Format | Katalog                  |
| ----------------- | -------------------------- | ----------------------------- | ------ | ------------------------ |
| Francja           | 9 września 1999            | Maverick Records, Naive       | CD     |                          |
| Stany Zjednoczone | 28 września 1999           | Maverick Records, Taste Media | CD     | 0 9362-47382-2 0         |
| Wielka Brytania   | 4 października 1999        | Mushroom Records, Taste Media | LP     | MUSH59LP                 |
| Wielka Brytania   | 4 października 1999        | Mushroom Records, Taste Media | CD     | MUSH59CD / 5050466888624 |
| Australia         | 9 marca 2000               | Mushroom Records              | CD     | MUSH332572               |
| Japonia           | 2 sierpnia 2006 (reedycja) | Taste Media                   | CD     | WPCR12336                |